# Elite Airways
Eite Airways war eine Fluggesellschaft mit Sitz in Portland, Maine in den Vereinigten Staaten von Amerika.

## Geschichte
John Pearsall gründete die Fluggesellschaft im Jahr 2006. Die Fluggesellschaft startete als Charterunternehmen und begann 2014 mit dem Angebot von Nonstop-Linienflügen zwischen Portland International Jetport, (Portland, Maine), Washington, D.C., und Melbourne, (Florida).

## Flugziele
Bis 2022 bot Elite Billigflüge von und nach Portland International Jetport mit Zwischenstopps in White Plains, New York; Newark, New Jersey; und Florida-Reiseziele Vero Beach und St. Augustine an. Elite-Flüge zum und vom Vero Beach Regional Airport wurden am 30. Juni 2022 eingestellt und Elite wird auf der Website des Jetports nicht mehr unter den Fluggesellschaften aufgeführt, die Portland bedienen. Es wird davon ausgegangen, dass die Fluggesellschaft ihren Betrieb eingestellt hat.

## Flotte
Mit Stand Dezember 2022 bestand die Flotte aus fünf Flugzeugen mit einem Durchschnittsalter von 22,8 Jahren:
- 1 Bombardier CRJ-100
- 2 Bombardier CRJ-200
- 1 Bombardier CRJ-700
- 1 Bombardier CRJ-900